# São Bento (Paraíba)
São Bento é um município brasileiro do estado da Paraíba, localizado na Região Geográfica Imediata de Catolé do Rocha-São Bento. Distante 375 km da capital João Pessoa, é um pólo industrial com uma grande produção de redes de dormir, mantas e produtos têxtil, sendo conhecida como a Terra das Redes e produzindo mais de 12 milhões de redes por ano. Sua Área territorial é de 248 km² e sua população, conforme estimativas do IBGE de 2024, era de 33 700 habitantes, sendo a 15° cidade mais populosa da Paraíba.
Possui o 121.º maior IDH (Índice de Desenvolvimento Humano) da Paraíba e o seu PIB (Produto Interno Bruto) é de R$ 157 milhões, segundo o Instituto Brasileiro de Geografia e Estatística (IBGE). De acordo com dados do Tribunal Superior Eleitoral (TSE) o município de São Bento possui 29.525 eleitores.

## História
No final do século XIX, às margens do Rio Piranhas, habitava um senhor conhecido como Catonho, com sua família e alguns moradores de sua fazenda conhecida como Cascavel. Tradicionalmente, conta-se que um sacerdote de nome desconhecido, de passagem pelas terras de Catonho, com destino à cidade de Pombal, para a celebração da Festa de Nossa Senhora do Rosário, teria batizado o lugar de São Bento, tradicionalmente tido como o padroeiro contra ataques de serpentes. Morrendo Catonho, seu filho, Manoel Vieira, juntamente com seu primo, Leandro Pinto, que vivia numa propriedade vizinha, iniciaram um trabalho de desenvolvimento com a finalidade de aumentar o núcleo, agrupando moradores e crescendo o número de habitantes.
Curiosamente, apesar do nome, São Sebastião foi escolhido como padroeiro do local, e em sua honra, foi construída uma capela, concluída em 1889. A primeira missa foi celebrada pelo padre Emídio Cardoso. O sino foi doado pelos dois fundadores. Atualmente, o sino foi movido para a Igreja Matriz de São Sebastião.
Assim como Belém do Brejo do Cruz e São José do Brejo do Cruz, as terras de São Bento faziam parte do município de Brejo do Cruz. Desde a fundação, São Bento começou a progredir já com alguns teares manuais fabricando redes de dormir. O aquecimento da economia e o aumento das ofertas de trabalho no lugar, a comunidade passou a buscar a sua emancipação da cidade vizinha, que veio efetivamente dia 29 de abril de 1959, através da Lei Estadual nº 2073, assinada pelo então governador Pedro Gondim. A partir daí o município transporia novos horizontes.

## Geografia
Localizado no sertão da Paraíba, o município limita-se ao sudoeste com o município de Paulista/PB, ao oeste com Riacho dos Cavalo/PB, ao norte com Brejo do Cruz/PB, ao nordeste com jardim de Piranhas/RN e ao leste com Serra Negra do Norte/RN.
O município está incluído na área geográfica de abrangência do semiárido brasileiro, definida pelo Ministério da Integração Nacional em 2005. Esta delimitação tem como critérios o índice pluviométrico, o índice de aridez e o risco de seca.
Distritos: Barra de Cima
São Bento é cortada pelo Rio Piranhas/Rio Açu, este perenizado pelo açude de Coremas/Mãe d'água.
| Dados climatológicos para São Bento   | Dados climatológicos para São Bento | Dados climatológicos para São Bento | Dados climatológicos para São Bento | Dados climatológicos para São Bento | Dados climatológicos para São Bento | Dados climatológicos para São Bento | Dados climatológicos para São Bento | Dados climatológicos para São Bento | Dados climatológicos para São Bento | Dados climatológicos para São Bento | Dados climatológicos para São Bento | Dados climatológicos para São Bento | Dados climatológicos para São Bento |
| Mês                                   | Jan                                 | Fev                                 | Mar                                 | Abr                                 | Mai                                 | Jun                                 | Jul                                 | Ago                                 | Set                                 | Out                                 | Nov                                 | Dez                                 | Ano                                 |
| ------------------------------------- | ----------------------------------- | ----------------------------------- | ----------------------------------- | ----------------------------------- | ----------------------------------- | ----------------------------------- | ----------------------------------- | ----------------------------------- | ----------------------------------- | ----------------------------------- | ----------------------------------- | ----------------------------------- | ----------------------------------- |
| Precipitação (mm)                     | 85,7                                | 130,6                               | 199,7                               | 189,5                               | 96,5                                | 33,2                                | 16,2                                | 4,8                                 | 1,7                                 | 5                                   | 7,5                                 | 24,3                                | 794,8                               |
| Fonte: Atlas Pluviométrico da Paraíba |                                     |                                     |                                     |                                     |                                     |                                     |                                     |                                     |                                     |                                     |                                     |                                     |                                     |

## População
Pelo Censo IBGE de 2010, a cidade possui 30.879 habitantes.

### População urbana
A população urbana era de 27.039[carece de fontes?] habitantes, corresponde a 80,8% da população total, no censo realizado em 2010 pelo IBGE.

### População rural
A população rural é de 6.425 habitantes[carece de fontes?], corresponde a 19,2% da população total, no censo realizado em 2010 pelo IBGE. A População rural é formada por várias aglomerações rurais, dentre elas destacam-se o distrito de Barra de Cima e os sítios: Jenipapo, Várzea Grande, Riachão, Terra Nova e Areia Fina.
O sítio Contenas, localizado nesse município, abriga uma grande riqueza histórica pois teve sua origem de um Quilombo de escravos que ali se estabeleceram sendo hoje reconhecida como Comunidade Quilombola.

## Esporte
São Bento possui o Estádio Pedro Eulâmpio da Silva, popularmente conhecido como Pedrão. O estádio tem capacidade de 4.000 pessoas. Ainda que não conte com nenhuma equipe profissional de futebol, a cidade tem expressão no Futsal. A equipe local, São Bento EC, venceu o Campeonato Paraibano da modalidade em 2021. A cidade também tem uma equipe de Futebol americano, o São Bento Snakes, que participa na Liga Brasil Futebol Americano.

## Economia

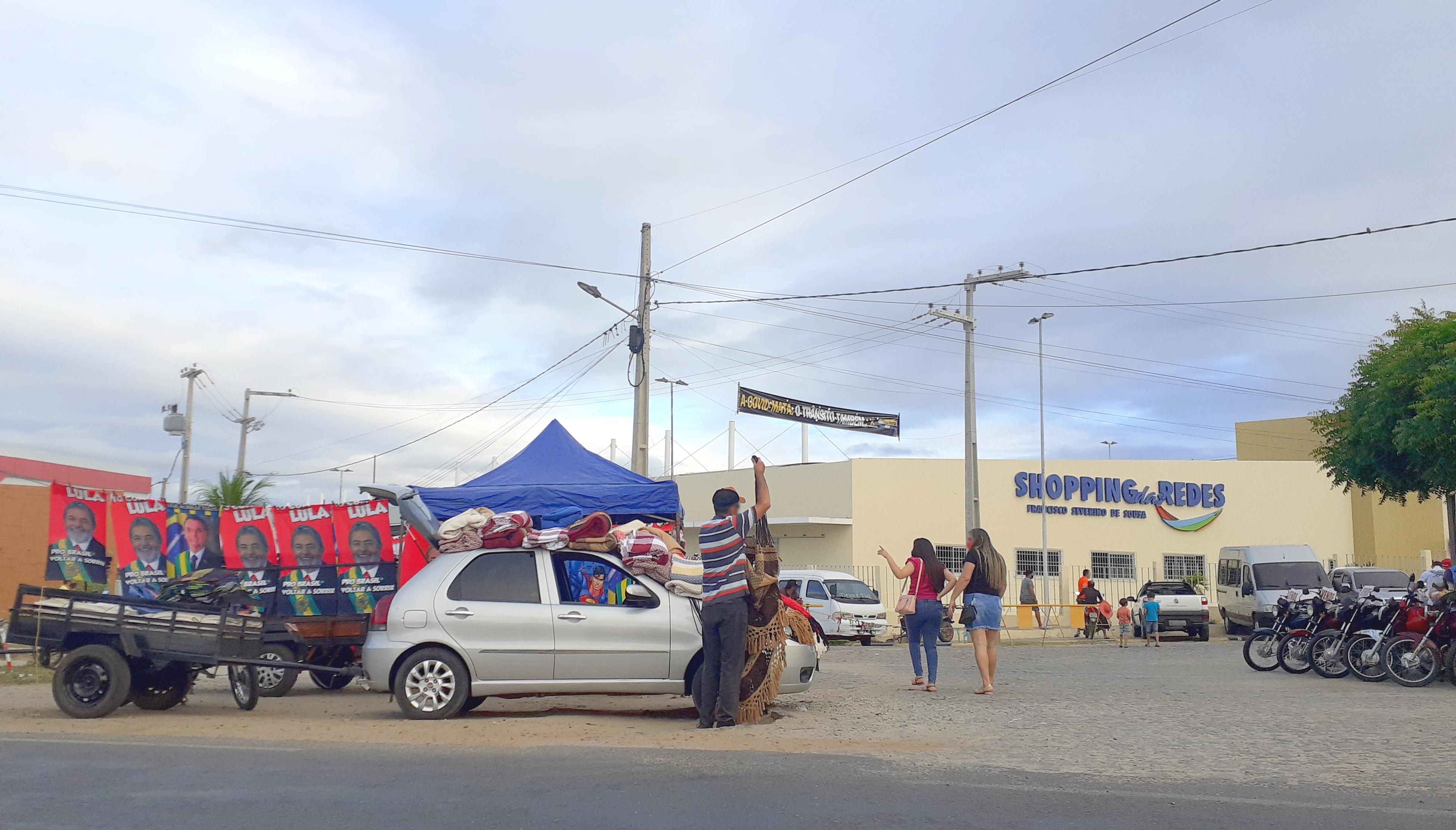
Shopping das Redes e feira livre

Fundada nas margens do Rio Piranhas, a cidade desenvolveu um grande potencial na indústria de redes de dormir sendo a maior produtora nacional do ramo. Atualmente, exporta redes para todo os estados do Brasil bem como para a maioria dos países da América do Sul, África, Europa e Ásia, gerando uma grande movimentação econômica no comércio interno. Isso se constituiu no principal fator pelo qual, diferentemente da maioria dos municípios do sertão paraibano, a população não sente necessidade para deslocar-se para os grandes centros urbanos do país. É por essa razão, que o município de São Bento apresente um bom índice de crescimento de modo a possuir uma das maiores densidades demográficas do sertão paraibano.
São Bento é conhecida na região como tendo uma grande movimentação financeira, gerando um dos maiores ICMS do estado. Suas redes são conhecidas em todo o Brasil, disputando lugar de destaque com a cidade de Jaguaruana, do estado do Ceará.

## Cultura
São Bento possui alguns dos maiores eventos da região, um deles é o maior São João fora de época da região Arraiá Balançando a Rede que acontece no mês de Julho e conta com mais de 30.000 pessoas durante 4 noites de festa, também tem o São Bento Fest, o maior carnaval fora de época da região.
Eventos religiosos também são atrativos como a Festa de São Sebastião, o Louva Cristo organizado pela renovação carismática católica, e também a Marcha Para Jesus organizado por igrejas evangélicas da cidade.

## Trânsito

### Rodovia
A principal rodovia que corta a cidade é a BR-110 que na Paraíba, por sua vez, torna-se rodovia estadual sendo a PB-293.

### Transporte
Apesar do grande movimento de passageiros, a cidade não conta com um terminal rodoviário. A maior parte dos passageiros usam lotações - Transportes alternativos que circulam diariamente de São Bento-Catolé do Rocha, São Bento-Caicó/RN, São Bento-Pombal, São Bento-Patos, São Bento - Campina Grande São Bento-Mossoró/RN e São Bento-João Pessoa.Conta ainda com condução de São Bento-Natal e uma linha de ônibus da empresa Guanabara que sai de Catolé do Rocha/Brejo do Cruz/São Bento/Paulista/Pombal.